# Domenico Martire
Domenico Martire (Perito, 18 ottobre 1634 – Roma, 5 settembre 1705) è stato un presbitero e storico italiano.

## Biografia
Fu uomo di chiesa e storico. Nasce nell'attuale comune di Casali del Manco  nel casale di Perito il 18 ottobre 1634 da Giò Stefano e Beatrice Durante e muore a Roma il 5 settembre 1705 presso la Casa Generalizia dell'Ordine dei frati Minimi (ordine religioso che ha in San Francesco di Paola il suo padre fondatore). Trascorse la sua infanzia nel piccolo, ma antico casale di Perito, la sua casa avita si trova proprio sulla piazza del paese. Attualmente l'antica abitazione è stata trasformata nella chiesetta di San Sebastiano, nell'omonima piazza. È lo stesso Martire che nella sua opera più celebre La Calabria Sacra e Profana tratteggia la sua vita e i suoi trascorsi di uomo di Chiesa.
Nel 1643 divenne chierico. Dal 1651 al 1654 studiò filosofia e teologia morale nel Collegio del monastero del Gesù di Cosenza. I due anni successivi studiò invece teologia scolastica nel collegio de' frati predicatori di Cosenza. Fu promosso al Sacerdozio dal vescovo Teodoro Fantoni di S. Marco nel 1658. Celebrò la sua prima Messa nella chiesa di Pedace. Nel novembre dello stesso anno partì per Napoli, dove studiò "de' Sacri Canoni e Leggi". La morte del padre, sopraggiunta nel 1660, lo costrinse a ritornare al paese per ragioni familiari dove «[…] ritrovò alcuni torbidi per l'uccisione di un certo suo parente […]». Nove anni dopo il Vescovo lo costrinse a diventare parroco di Pedace; «e dopo un anno, risvegliavensi detti torbidi, e non potendo più soffrire per dar luogo all'ira e per levar ogni pericolo verso la fine dell'anno 1670 volle partire […]».
Dal 1671 al 1677 concorse alla carica di Decano di Cosenza, suscitando contrasti con l'arcivescovo di Napoli e liti che lo portarono alla rinuncia alla carica di Decano e a tornare a Roma, ove approfondì i suoi studi fino al 1685. Nel 1685 il vescovo di San Marco, Antonio Papa, suo grande amico, lo nomina suo Vicario Generale. Due anni dopo, in seguito alla morte dell'amico Vescovo e per malattia, tornò a Roma per finire i suoi giorni in quiete.
Nel 1690 ritornò in Calabria dietro richiesta del vescovo Perricino di Mileto ad esser suo Vicario. Nel 1693 si licenziò da quel ruolo e ritornò per la quinta volta in Roma e «cominciò a digerire l'opera presente [La Calabria Sacra e Profana] principiata sin dall'anno 1677 e sempre accresciuta ogni anno, fra tutti i suoi travagli e applicazioni sui dall'anno 1698, che finì di copiarla la quinta volta […]»

## Opere
La sua opera più conosciuta è La Calabria Sacra e Profana. Un manoscritto di circa 2000 pagine conservato presso l'Archivio di Stato di Cosenza. L'opera è suddivisa in due volumi, di due tomi ciascuno. Il primo volume, parzialmente trascritto, racconta la vita di uomini di chiesa, di ogni ordine e grado, di origine calabrese. Sicuramente degna di menzione è la biografia di Gioacchino da Fiore. L'opera è stata parzialmente trascritta nel 1877 L'ultima parte del primo volume e tutto il secondo restano da trascrivere.
Esiste anche un altro manoscritto dal titolo, Geografia Sacra rimasto ancora inedito e semisconosciuto. Sue sono anche la Platea delle rendite e delle proprietà delle chiese e dei monasteri della bagliva di Pedace (costituita dai casali di Pedace, Perito, Jotta e Serra) e la Platea della Cattedrale di Cosenza. Si immagina che altri suoi scritti siano conservati presso le Curie di Mileto e San Marco Argentano dove svolse il ruolo di Vicario Generale. Ma allo stato non risulta altro.